# Świat królika Piotrusia i jego przyjaciół
Świat królika Piotrusia i jego przyjaciół (ang. The World of Peter Rabbit and Friends, 1992) – brytyjsko-amerykański serial animowany połączony z epizodami aktorskimi. Ekranizacje książeczek dla dzieci autorstwa Beatrix Potter. Serial nadawany w godzinach porannych w TVP2.

## Obsada
- Niamh Cusack – Beatrix Potter
- Mark Lockyer – Królik Piotruś (głos)
  - Rory Carty – mały Królik Piotruś (głos)
- Adrian Scarborough – Beniamin Truś (głos)
  - Andrew Clitheroe – mały Beniamin Truś (głos)
- Sheila Steafel – Flopsia Truś (głos)
  - Jenny Moore –
    - mała Flopsia Truś (głos)
    - Moppet (głos)
- Mary Jane Bowe –
  - Ciapcia Królik (głos),
  - Mittens (głos)
- Sarah Woolcock – Puchowy Ogonek (głos)
- Richard Wilson – pan McGregor (głos)
- Prunella Scales – pani Mrugalska (głos)
- Rosemary Leach – Tabitha Twitchit (głos)
- Alan Bowe – Tomek Kotek (głos)
- Derek Jacobi – Jeremy Łowik (głos)
- Richard Griffiths –
  - Ptolemeusz Alderman (głos),
  - Sir Issac Newton (głos),
  - pan Jackson (głos)

## Wersja polska
Wersja polska: Telewizyjne Studia Dźwięku

Reżyseria:
- Barbara Sołtysik,
- Andrzej Bogusz

Dialogi: Halina Wodiczko

Dźwięk: Jerzy Rogowiec

Montaż: Elżbieta Joel

Kierownictwo produkcji:
- Dorota Filipek-Załęska,
- Dorota Suske-Bodych,
- Janina Ostała

Tekst piosenki:
- Krzysztof Rześniowiecki,
- Dorota Filipek-Załęska

Piosenki śpiewali: Barbara Bursztynowicz, Monika Wierzbicka, Jarosław Boberek, Beata Jankowska, Jacek Bończyk

Wystąpili:
- Jolanta Wilk – Beatrix Potter
- Krzysztof Strużycki – Królik Piotruś
- Janusz Bukowski – Beniamin Truś
- Maria Ciesielska – Flopsia Truś
- Włodzimierz Bednarski – pan Truś
- Mirosław Guzowski – 
  - pan McGregor,
  - pan Tod (odc. 6),
  - policjant (odc. 7),
  - pan Piperson (odc. 7),
  - handlarz (odc. 7)
- Maria Szadkowska – 
  - pani McGregor,
  - właścicielka domu (odc. 9)
- Hanna Kinder-Kiss – 
  - mały Królik Piotruś,
  - Lusia (odc. 5),
  - Ciapcio Marzyciel (odc. 7),
  - króliczki skoczki (odc. 8),
  - pszczoły (odc. 8),
  - niania Lucyndy (odc. 9),
  - pokojówka (odc. 9)
- Monika Wierzbicka – 
  - króliczki skoczki,
  - myszki (odc. 4),
  - goście tawerny (odc. 4),
  - zięby (odc. 4),
  - mieszkańcy Gloucesteru (odc. 4)
- Stanisław Brudny – krawiec z Gloucesteru (odc. 4)
- Jacek Bończyk –
  - kelner (odc. 4),
  - goście tawerny (odc. 4),
  - duży pies (odc. 4),
  - szczury (odc. 4),
  - mieszkańcy Gloucesteru (odc. 4),
  - Jaś Mieszczuch (odc. 9)
- Jarosław Boberek –
  - kot Mruczek (odc. 4),
  - mysz krawiec (odc. 4),
  - mały pies (odc. 4),
  - szczury (odc. 4),
  - myszki (odc. 4),
  - goście tawerny (odc. 4),
  - mieszkańcy Gloucesteru (odc. 4)
- Katarzyna Łaniewska – pani Mrugalska (odc. 5)
- Ryszard Łukowski – Ptolemeusz Alderman (odc. 5)
- Ryszard Nawrocki – 
  - Jeremy Łowik (odc. 5),
  - Sir Issac Newton (odc. 5),
  - pan Goliat (odc. 8)
- Jacek Jarosz – pan Borsuk (odc. 6)
- Antonina Girycz – Pelagia Racińska (odc. 7)
- Agnieszka Kunikowska – Aleksander Raciński (odc. 7)
- Olga Bończyk – Świnka Malinka (odc. 7)
- Joanna Jędryka – 
  - pani Tycia Myszka (odc. 8),
  - Gryzigruszka (odc. 9)
- Włodzimierz Nowakowski – 
  - rudzik (odc. 8),
  - jeden z gości Jasia Mieszczucha (odc. 9),
  - Tomek (odc. 9),
  - rolnik (odc. 9)
- Adam Biedrzycki – Mały Tim (odc. 9)
- Andrzej Piszczatowski – Wścibek (odc. 9)
- Józef Mika
- Wojciech Malajkat
- Ewa Kania

i inni
Lektor:
- Stanisław Olejniczak (odc. 4-5, 7),
- Maciej Gudowski (odc. 6, 8-9)

### Spis odcinków
| Premiera odcinka | N/o | Polski tytuł                                                           | Angielski tytuł                                       |
| ---------------- | --- | ---------------------------------------------------------------------- | ----------------------------------------------------- |
|                  |     |                                                                        |                                                       |
| SERIA PIERWSZA   |     |                                                                        |                                                       |
|                  |     |                                                                        |                                                       |
| 01.05.2007       | 01  | Historyjka o Czterech Małych Króliczkach                               | The Tale of Peter Rabbit and Benjamin Bunny           |
|                  |     |                                                                        |                                                       |
| 03.05.2007       | 02  | Opowieść o kotku, który miał na imię Tomek i kaczce Tekli Kałużyńskiej | The Tale of Tom Kitten and Jemima Puddle-Duck         |
|                  |     |                                                                        |                                                       |
| 02.05.2007       | 03  | Opowieść o Samuelu Baczko i roladzie                                   | The Tale of Samuel Whiskers, or the Roly-Poly Pudding |
|                  |     |                                                                        |                                                       |
| 14.09.2007       | 04  | Krawiec z Gloucester                                                   | The Tailor of Gloucester                              |
|                  |     |                                                                        |                                                       |
| 17.09.2007       | 05  | Opowieść o pani Mrugalskiej i panu Łowiku                              | The Tale of Mrs. Tiggy-Winkle and Mr. Jeremy Fisher   |
|                  |     |                                                                        |                                                       |
| 18.09.2007       | 06  | Opowieść o Panu Todzie                                                 | The Tale of Mr. Tod                                   |
|                  |     |                                                                        |                                                       |
| 19.09.2007       | 07  | Opowieść o prosiaczku Ciapciu Marzycielu                               | The Tale of Pigling Bland                             |
|                  |     |                                                                        |                                                       |
| 20.09.2007       | 08  | Opowieść o tyciej myszce i króliczkach skoczkach                       | The Tale of the Flopsy Bunnies and Mrs. Tittlemouse   |
|                  |     |                                                                        |                                                       |
| 21.09.2007       | 09  | Opowieść o dwóch niegrzecznych myszkach i o Jasiu Mieszczuchu          | The Tale of Two Bad Mice and Johnny Town-Mouse        |
|                  |     |                                                                        |                                                       |